# Mylesinus paraschomburgkii
Mylesinus paraschomburgkii är en fiskart som beskrevs av Jégu, Santos och Ferreira, 1989. Mylesinus paraschomburgkii ingår i släktet Mylesinus och familjen Characidae. Inga underarter finns listade i Catalogue of Life.